# El Realito, Navolato
El Realito är en ort i Mexiko.   Den ligger i kommunen Navolato och delstaten Sinaloa, i den västra delen av landet, 1 100 km nordväst om huvudstaden Mexico City. El Realito ligger 11 meter över havet och antalet invånare är 405.
Terrängen runt El Realito är mycket platt. Runt El Realito är det ganska tätbefolkat, med 155 invånare per kvadratkilometer. Närmaste större samhälle är Navolato, 15,2 km norr om El Realito. Trakten runt El Realito består till största delen av jordbruksmark.